# 東本願寺 (臺北)
東本願寺，全稱淨土真宗大谷派臺北別院，是台灣日治時期建於臺北市的一座寺院，戰後作為臺灣省保安司令部保安處的刑訊看守所，後轉售予民間並遭拆除。東本願寺原址位於今臺北市西門町西寧南路一帶的獅子林新光商業大樓，現已被列入不義遺址名單。

## 歷史
東本願寺於1928年11月24日落成啟用，地址為臺北市壽町2丁目5番地（今臺北市萬華區西門町商业区）。原建築於1930年12月14日火災燒毀，後經重建於1936年10月31日竣工，改建後的建築風格為中古印度式的寺院。
第二次世界大战落幕後，東本願寺轉由臺灣省保安司令部保安處徵收，省保安司令部則於其後改組為「臺灣警備總司令部」。1950與1960年代，省保安司令部在此設立看守所，作為關押與刑訊逼供政治犯的重要地點，直至1967年警備總部遷至城中區博愛路新址（今後備指揮部建築群內）。關押在此的政治犯經常受到刑求虐待，包括坐老虎凳、灌水、電刑和疲勞審訊等等，甚至秘密處決人犯，因此被喻為「修羅煉獄」。據說省參議員王添灯就是在東本願寺被國民黨特務淋上汽油活活燒死。
警備總部遷出後，中華道教總會和中國佛教會皆希望接收東本願寺寺產，但1967年6月由財政部國有財產局標售予民間。新地主拆除東本願寺，並於原址興建獅子林新光商業大樓、六福西門大樓與來來百貨台北店，至此作為營業場所。但由於白色恐怖期間的秘密處決，此處至今仍然盛傳各種鬧鬼傳說。

### 腳註
1. ↑  黃溪海，《艋舺、圓山の物語》（台北：永業出版社，2004年，ISBN 957-8539-26-6）
2. ↑  路那. . 重大歷史懸疑案件調查辦公室. 2019-02-20  [2022-07-30]. （原始内容存档于2021-09-19）.

### 相關文獻
1. 松金公正，真宗大谷派による台湾布教の変遷：植民地統治開始直後から台北別院の成立までの時期を中心に （页面存档备份，存于）
2. 松金公正，真宗大谷派台北別院の「戦後」：台湾における日本仏教へのイメージ形成に関する一考察

## 外部連結
- 原不義遺址資料庫－保安司令部保安處看守所（東本願寺）